# Karl Harrer
Karl Harrer (8 de octubre de 1890-Múnich, 5 de septiembre de 1926) fue un periodista y político alemán, siendo uno de los miembros fundadores del Partido Obrero Alemán (Deutsche Arbeiterpartei, DAP) en enero de 1919. El DAP fue el predecesor del Partido nazi de Adolf Hitler.

## Biografía
Desde los primeros tiempos, Harrer se incorporó a un movimiento esotérico conocido como Sociedad Thule, que funcionaba como una sociedad secreta. 
En octubre de 1918, funda en Múnich el "Círculo de los Trabajadores Políticos" (Politischer Arbeitszirkel) junto con el cerrajero Anton Drexler. El 5 de enero de 1919, funda el Partido Obrero Alemán (Deutsche Arbeiterpartei, DAP) con Drexler, Dietrich Eckart, Hermann Esser, Gottfried Feder y Emil Maurice. Posteriormente se afilió el filósofo Alfred Rosenberg. Aunque Harrer prefería que el pequeño grupo inicial hubiese permanecido como un club nacionalista semi-secreto, Drexler apostaba por convertirlo en un partido político. Aunque inicialmente fue elegido Presidente del nuevo partido, no pasó mucho tiempo hasta que entregó la presidencia a Anton Drexler, quedándose Harrer con un puesto meramente honorario.
En septiembre de 1919 se unió al partido un cabo del Ejército llamado Adolf Hitler, quien posteriormente acabaría desplazando a Harrer y a Anton Drexler de la dirección del partido. Hitler de hecho daría un paso decisivo al redefinir las políticas y objetivos del DAP. El 24 de febrero de 1920 en la Staatliches Hofbräuhaus in München Hitler, por primera vez, enunció el Manifiesto de los 25 puntos del Partido Obrero Alemán, que había sido redactado por Drexler, Feder, y Hitler. Sin embargo, este movimiento no fue bien recibido por Harrer, lo que le llevó a dimitir de sus cargos en el partido. Con la dimisión de Harrer se fracturan las relaciones del DAP con la Sociedad Thule. Tras la salida de Harrer y el ascenso de Hitler, la Sociedad Thule entró en decadencia y acabaría siendo disuelta unos años después.
Harrer murió el 5 de septiembre de 1926 en Múnich de causas naturales.